# Jackboots (film, 2010)
Pour plus de détails, voir Fiche technique et Distribution.
Jackboots est un film satirique britannique proposant une histoire alternative de la Seconde Guerre mondiale, où les Nazis ont envahi Londres, amenant les Anglais à s'unir au mur d'Hadrien contre l'invasion allemande. C'est le premier film en poupées animatronique avec les voix de célèbres acteurs britanniques dont Ewan McGregor, Rosamund Pike, Richard E. Grant, Timothy Spall, Richard O'Brien et Richard Griffiths. Le film est sorti le 8 octobre 2010 au Royaume-Uni, le 26 juin 2011 aux États-Unis et le 6 mars 2012 en France directement en DVD et Bluray par l'éditeur Atipyk Video.

## Synopsis
En 1940, les Nazis ont envahi la Grande-Bretagne. À Londres, depuis son bunker de Downing Street, le Premier Ministre Winston Churchill (Timothy Spall) lance un appel aux armes à tous les Anglais et à se regrouper pour résister à l'envahisseur. Dans un petit village, Chris (Ewan McGregor), un fermier, mobilise les habitants à riposter.

## Distribution[5]
- Ewan McGregor : Chris
- Rosamund Pike : Daisy
- Richard E. Grant : le Pasteur
- Timothy Spall : Winston Churchill
- Tom Wilkinson : Albert et Joseph Goebbels
- Dominic West : Fiske
- Alan Cumming : Adolf Hitler et Braveheart
- Sanjeev Bhaskar : Major Rupee
- Richard Griffiths : Hermann Göring
- Richard O'Brien : Heinrich Himmler
- Stephen Merchant : Tom
- Pam Ferris: Matron Rutty
- Hugh Fraser : Gaston et le vendeur de journaux
- Tobias Menzies : Capitain English
- Neil Newbon : Zeppelin Capitain